# 艾奎斯垂亞
艾奎斯垂亞（Equestria）是位於南非比勒陀利亞的一處郊區，面積3.73平方公里；2011年人口為4820。